# Coppa del Generalissimo 1944 (hockey su pista)
La Coppa del Generalissimo 1944 è stata la 1ª edizione della principale coppa nazionale spagnola di hockey su pista. Il torneo ha avuto luogo dall'8 all'11 giugno 1944.
Il trofeo è stato vinto dall'Espanyol per la prima volta nella sua storia superando in finale il Cerdanyola..

## Squadre partecipanti
- Cerdanyola
- CP Barcellona
- Delicias
- Deportivo

- Espanyol
- Girona
- Palma
- SEU Madrid

## Risultati

### Quarti di finale
| Squadra 1     | Risultato | Squadra 2  |
| ------------- | --------- | ---------- |
| 8 giugno 1944 |           |            |
| CP Barcellona | 11 - 0    | Deportivo  |
| Delicias      | 1 -12     | Girona     |
| 9 giugno 1944 |           |            |
| Cerdanyola    | 9 - 1     | Palma      |
| Espanyol      | 10 - 0    | SEU Madrid |

### Semifinali
| Squadra 1      | Risultato | Squadra 2     |
| -------------- | --------- | ------------- |
| 10 giugno 1944 |           |               |
| Cerdanyola     | 4 - 3     | CP Barcellona |
| Espanyol       | 1 - 0     | Girona        |

### Finale
| Barcellona 11 giugno 1944 | Cerdanyola | 1 – 4 | Espanyol |  |